# 臺北台新戰神
臺北台新戰神（英語：Taipei Taishin Mars）為臺灣職業籃球隊，以臺北市作為球隊所在地，並以會員身份參與台灣職業籃球大聯盟賽事，球隊主場館為臺北和平籃球館。
戰神成立於2023年，在2023-24賽季加盟T1聯盟，2024-25賽季成為台灣職業籃球大聯盟創始球隊。

## 歷史

### 2023年
2023年6月6日，台新金融控股股份有限公司代子公司台新創業投資股份有限公司公告成立台新育樂股份有限公司。6月26日，T1聯盟常務理事會決議台新育樂股份有限公司承接台灣啤酒英熊運營方智翔運動管理顧問股份有限公司的T1聯盟參賽權，據報導花費新臺幣1500萬元取得，球隊以臺北市作為主場。7月6日，「台新育樂股份有限公司」核准設立，董事長為刁建生。7月12日，《鏡週刊》報導指總經理為林祐廷，領隊由尚瑞強擔任。8月24日，台新育樂股份有限公司宣布球隊名稱為「臺北台新戰神」，由黃萬隆出任榮譽顧問，倪學謙擔任助理教練。9月14日，臺北台新戰神舉行成軍記者會，與臺北市政府體育局舉行冠名儀式，2023-24賽季以「臺北戰神」競逐T1聯盟，並宣布由布萊恩（Brian Adams）出任總教練，許皓程擔任助理教練，啦啦隊Taishin Wonders在記者會上亮相。10月14日，臺北戰神宣布延攬彭德軒擔任助理教練。11月2日，臺北戰神宣布延攬丹尼（Denny Glunt）擔任助理教練。12月31日，臺北戰神宣布總教練布萊恩因個人規劃向球團請辭，經雙方深談後協議提前終止合約。

### 2024年
2024年1月3日，臺北戰神宣布原助理教練許皓程接任代理總教練。1月22日，臺北戰神宣布助理教練丹尼（Denny Glunt）因個人規劃與球團提前終止合約。2月22日，臺北戰神宣布延攬米蘭（Milan Stevanovic）擔任助理教練。3月13日，臺北戰神與新北中信特攻共同宣布4月13日至14日於臺北大巨蛋舉辦「攻戰大巨蛋－雙北反毒籃球賽」，該賽事將成為臺北大巨蛋首場職業籃球賽事。4月18日，臺北戰神宣布原顧問黃萬隆轉任執行長。4月20日，臺北戰神確定以例行賽排名第四晉級季後賽。5月14日，臺北戰神在四強賽以3比2擊敗新北中信特攻，晉級總冠軍賽。6月1日，臺北戰神在總冠軍賽以0比4不敵台啤永豐雲豹。7月1日，臺北戰神宣布助理教練彭德軒因個人生涯規劃，於合約期滿離隊。7月9日，臺北台新戰神與台灣職業籃球大聯盟（TPBL）其他六支球隊發表聯合聲明。7月10日，臺北台新戰神宣布延攬體能教練陳聖筌與劉宇傑加入。8月28日，臺北台新戰神宣布許皓程正式接任總教練。9月6日，臺北台新戰神宣布楊哲宜出任球員發展教練。9月26日，臺北台新戰神與韓國籃球聯賽昌原LG獵隼簽署合作備忘錄。

### 2025年
2025年5月3日，臺北台新戰神確定晉級季後挑戰賽。5月10日，臺北台新戰神確定拿下例行賽第四名。5月25日，臺北台新戰神在季後挑戰賽以2比1擊敗桃園台啤永豐雲豹，晉級四強賽。6月7日，臺北台新戰神在四強賽以0比4不敵新北國王。8月6日，臺北台新戰神宣布瓊斯（Edson Jones）擔任技術教練。

## 歷年戰績
以下列出球隊過去在T1聯盟與台灣職業籃球大聯盟的戰績。
| 聯盟總冠軍 | 晉級季後賽 |

| 賽季    | 聯盟 | 例行賽 | 例行賽 | 例行賽 | 例行賽 | 例行賽 | 季後賽                                                              |
| 賽季    | 聯盟 | 名次   | 已賽   | 勝場   | 敗場   | 勝率   | 季後賽                                                              |
| ------- | ---- | ------ | ------ | ------ | ------ | ------ | ------------------------------------------------------------------- |
| 2023-24 | T1   | 4 / 5  | 28     | 11     | 17     | .393   | 獲勝 四強賽（新北中信特攻）3比2 落敗 總冠軍賽（台啤永豐雲豹）0比4   |
| 2024-25 | TPBL | 4 / 7  | 36     | 16     | 20     | .444   | 獲勝 季後挑戰賽（桃園台啤永豐雲豹）2比1 落敗 四強賽（新北國王）0比4 |

## 主場館
臺北台新戰神從2023年起使用臺北和平籃球館作為球隊主場。2024年4月13日至14日兩場賽事與新北中信特攻以共同主場方式使用臺北大巨蛋。2024年T1聯盟季後賽首輪主場賽事在國立臺灣大學綜合體育館舉行。2025年台灣職業籃球大聯盟季後挑戰賽主場賽事在新竹縣體育館舉行。

## 外部連結
- 官方网站
- 臺北台新戰神的Facebook專頁
- 臺北台新戰神的Instagram帳戶
- YouTube上的臺北台新戰神頻道